# James Ramage Thomson
James (Jim) Ramage Thomson (North Berwick, 24 mei 1881 – 18 april 1963, Rye) was een Schots golfprofessional. Op 11 januari 1924 kreeg hij de Amerikaanse nationaliteit.
Jim was stukadoor en zijn oudere broers waren golfprofessionals, Sandy (1873-1927) bleef in Schotland, Robert (1878-1947) emigreerde naar de Verenigde Staten, en James volgde hem in april 1905. Hij kon de baan van Robert overnemen als pro op de Merion Cricket Club, een kleine club met een 9 holesbaan die Robert had helpen uitbreiden naar 18 holes. Maar met de nieuwe Haskell-ballen werd die baan te kort. In 1910 verhuisde de Merion CC naar een nieuwe locatie en Jim mocht de baan ontwerpen. Merion werd de eerste club met twee 18 holesbanen.
In 1910 kreeg Jim een baan aangeboden op de Philadelphia Country Club, waar hij tien jaar bleef. De volgende tien jaar werkte hij op de Apawamis Country Club (NY).
In 1911 werd hij derde bij het Metropolitan Open. In 1912 werd hij vierde, maar nadat hij zijn kaart getekend had, zag hij dat zijn scorer een fout had gemaakt. Zijn eerlijkheid werd beloond met diskwalificatie; de commissie had uiteraard geen keus. In 1913 won hij het Pennsylvania Open. Daarnaast eindigde hij geregeld in de top-vier bij het Pennsylvania Open (driemaal) en het Philadelphia Open (viermaal).
In januari 1916 werd de Amerikaanse PGA opgericht. Jim werd vicepresident. Later dat jaar werd de eerste editie van het US PGA kampioenschap gespeeld. Tijdens de voorronde moest hij een play-off spelen om zich te kwalificeren. In oktober werd het matchplay-toernooi gespeeld, waar hij de eerste ronde van de beroemde Walter Hagen verloor.
Op 11 januari 1924 kreeg hij de Amerikaanse nationaliteit. Hij trouwde met Helen Cunningham en nam zijn gezin in 1931 mee voor een bezoek aan zijn vaderland. Na de oorlog woonde hij in Rye en gaf hij les op Whiteface Inn, Lake Placid. Jim Thomson bleef les geven tot hij 75 jaar was. Hij was 81 jaar toen hij overleed.

## Bron
- (en)  North Berwick: clubmakers